# M.O.D.
Az M.O.D. (Method of Destruction) egy amerikai crossover-thrash metal együttes, melyet Billy Milano alapított 1986-ban New Yorkban. Zenéjükre ugyanolyan humor jellemző, mint az elődzenekar S.O.D.-re. Szövegeikre is ugyanolyan politikai inkorrektség és szatíra jellemző, mint az S.O.D. dalainak szövegeire. Két korszakuk volt: először 1986-tól 1997-ig működtek, majd 2001-től napjainkig. Az MOD egy-két tagja új zenekart alapított, "MOD Classic" néven.

## Diszkográfia
- USA for M.O.D. (1987)
- Surfin' M.O.D. (1988)
- Gross Misconduct (1989)
- Rhythm of Fear (1992)
- Devolution (1994)
- Loved by Thousands, Hated by Millions (1995)
- Dictated Aggression (1996)
- The Rebel You Love to Hate (2003)
- Red, White and Screwed (2007)
- Busted, Broke and American (2017)